# Bhandara habethana
Bhandara habethana är en insektsart som beskrevs av Young 1986. Bhandara habethana ingår i släktet Bhandara och familjen dvärgstritar. Inga underarter finns listade i Catalogue of Life.